# Porpacithemis
Porpacithemis is een geslacht van libellen (Odonata) uit de familie van de korenbouten (Libellulidae).

## Soorten
Porpacithemis omvat 3 soorten:
- Porpacithemis dubia Fraser, 1954
- Porpacithemis leakeyi (Pinhey, 1955)
- Porpacithemis trithemoides Fraser, 1958